# Осьродек-Вижниця
Осьродек-Вижниця (пол. Ośrodek-Wyżnica) — село в Польщі, у гміні Красник Красницького повіту Люблінського воєводства.